# Façana de Ca la Nicàsia
La Façana de Ca la Nicàsia és una obra modernista de Cervelló (Baix Llobregat) protegida com a bé cultural d'interès local.

## Descripció
Edifici entre mitgeres de planta baixa i dos pisos, malgrat que l'últim pis no dona a la façana principal. A la façana principal s'obre una porta d'arc rebaixat a la planta baixa; al primer pis hi ha un balcó amb una motllura que emmarca la seva part superior i per sobre un òcul també decorat amb motllures. El coronament de la façana és una línia ondulada amb una flor decorativa a banda i banda i un motiu central. Totes les obertures, el canvi de nivell entre els pisos i les cantonades estan ressaltades per un color més clar que la resta de la façana.